# Cinnoberbadis
Cinnoberbadis (Dario dayingensis) är en fiskart som beskrevs av Kullander och Ralf Britz 2002. Cinnoberbadis ingår i släktet Dario och familjen Badidae. Inga underarter finns listade i Catalogue of Life.